# Ozarba costata
Ozarba costata là một loài bướm đêm trong họ Noctuidae.